# Венская медико-хирургическая академия

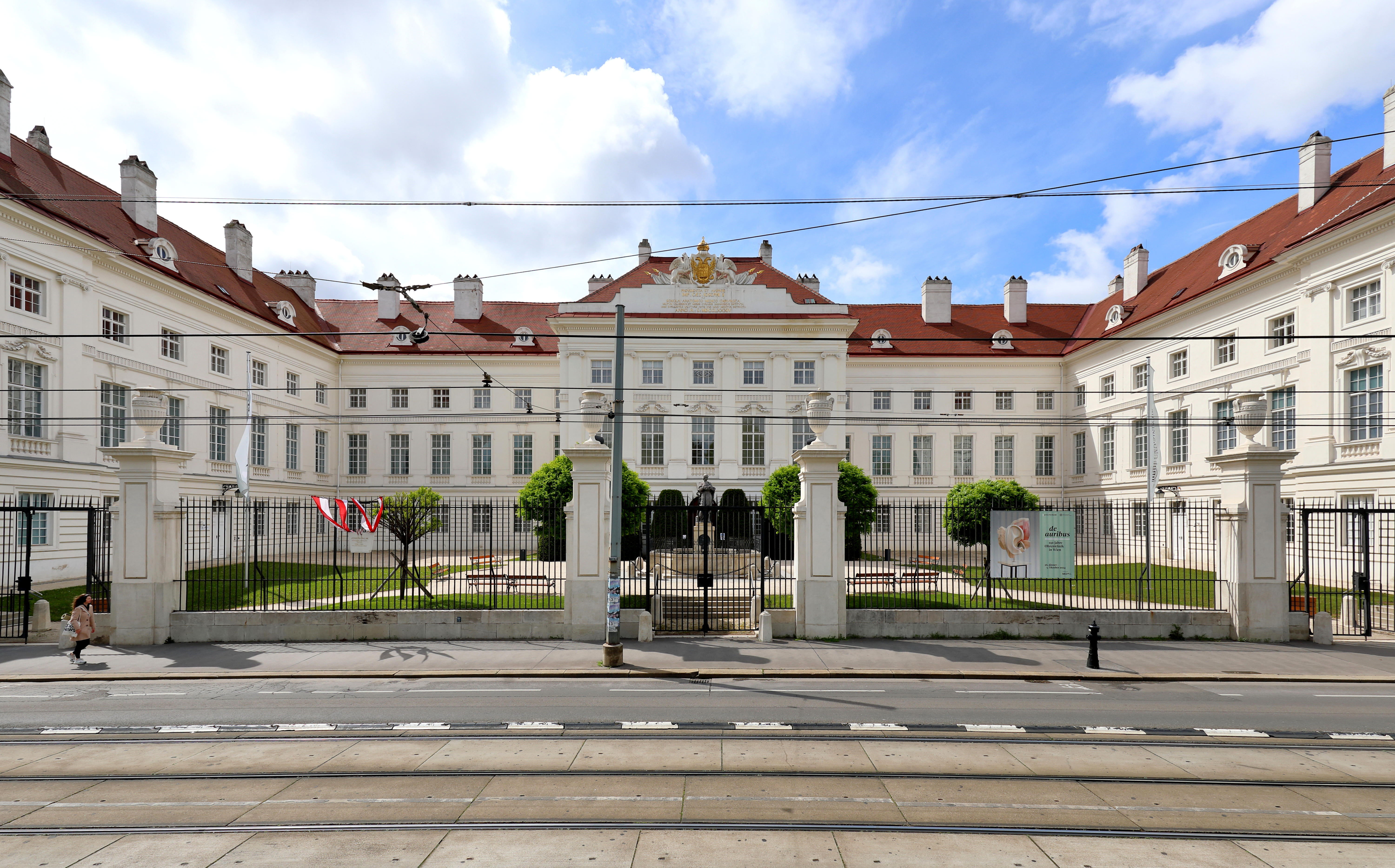
Венская медико-хирургическая академия или «музей Иозефинум»

Венская медико-хирургическая академия (лат. Academia caesarea medico chirurgica Iosephina, Iosephsacademie; нем. medizinisch-chirurgische Josephs-Academie) — в Вене учебное заведение, учреждённое в 1785 году императором Иосифом II для обучения военных врачей.
Академия хранит знаменитое собрание восковых анатомических препаратов, изготовленных во Флоренции под руководством Фонтана и Масканьи..
В 1788 году академия издала том записок под заглавием «Acta acad. caesar. reg. Iosephinae, Vindobonae» и в 1836 году — «Acta medico-clinica».